# Thorne (Ontario)
Pour les articles homonymes, voir Thorne.
Thorne est un secteur non constitué en municipalité du district de Nipissing en Ontario (Canada). La communauté située le long de la rivière des Outaouais entretient des liens économiques et sociaux avec Témiscaming, située du côté québécois de la rivière.

## Toponymie
Le nom rappelle Carl Busch Thorne, ingénieur d'origine norvégienne, fondateur du village.
Le village est d'abord nommé Thorneville.

## Histoire
Vers 1942, des squatteurs s'installent sur les terres de la Canadian International Paper, qui opère une usine à Témiscaming, ville québécoise située sur la rive opposée de la rivière des Outaouais. Après la Seconde Guerre mondiale, la CIP désire implanter une extension urbaine de Témiscaming sur la rive droite des Outaouais. Le village de Thorne est ainsi érigé en 1948.
Une épicerie et une loge d'Odd Fellows sont inaugurés au début des années 1950.
La construction de la centrale hydroélectrique Otto Holden en 1950 submerge une partie du village.

## Géographie

### Démographie
En 2021, la population de Thorne est de 172, en baisse de 15,7% par rapport à 2016.
61,8% des habitants ont l'anglais et 32,4% ont le français comme langue maternelle ; 5,9% de la population a déclaré avoir les deux langues comme langues maternelles.

## Administration et services
La localité est administrée par une régie des services locaux, qui s'occupe de l'approvisionnement en eau, de la protection contre l'incendie, de l'enlèvement des ordures, de l'assainissement des eaux usées, de l'éclairage des rues et des installations de loisirs. Un bureau de poste, une infirmerie et une école primaire catholique desservent l'endroit,.